# Ликуд
Ликуд (на иврит: הַלִּכּוּד, „Консолидация“) е дясноцентристка консервативна политическа партия в Израел. Някои от най-известните ѝ членове са или били Ариел Шарон, Бенямин Нетаняху, Менахем Бегин и Моше Кацав.

## История
Ликуд има своите корени в образуваната през 1948 г. партия „Херут“ (на бълг. „Свобода“), чийто председател е Менахем Бегин. През 1965 г. Херут се обединява с Либералната партия. Преди изборите за Кнесет през 1973 г. по настояване на напусналия армията Ариел Шарон се образува обединение на двете партии с други малки десни партии и така се поставя началото на блока Ликуд.
На изборите от 1977 г. Ликуд се превръща в най-голямата политическа сила в Израел, Менахим Бегин става министър-председател. През 1983 г. начело на Ликуд застава Ицхак Шамир. Година по-късно за първи път Ликуд образува правителство на националното единство заедно Партията на труда. В периода от 1992 – 1992 г. Шамир управлява заедно с коалиции с десни и религиозни партии. От 1996 г. до 1999 г. начело на Израел е отново министър-председател от Ликуд-Бенямин Нетаняху. През февруари 2001 г. начело на държавата Израел е Ариел Шарон – лидер на Ликуд по това време.
През ноември 2005 г. Шарон напуска Ликуд и полага основите на сравнително либералната партия „Кадима“. Причина за това разцепление в редиците на Ликуд е спорът относно едностранното изтегляне на Израел от Ивицата Газа. Въпросното разцепление на Ликуд води до значителното отслабване на влиянието на партията в израелското общество-на изборите през март 2006 г. Ликуд се представя едва четвърт от избирателите.
На изборите през 2009 година партията успява да се пребори, заемайки второто място след Кадима, начело с Ципи Ливни, но успява да състави коалиционно правителство, начело с Бенямин Нетаняху. През 2013 година Ликуд участва в изборите с общи листи с националистическата партия Нашият дом Израел. Въпреки значителната загуба на гласове, коалицията на двете партии е първа с 23% от гласовете, като Ликуд получава 20 от 120 места в Кнесета. Партията участва самостоятелно на изборите през 2015 година и получава 23% от гласовете и 30 депутатски места.

## Програма
По традиция за Ликуд гласуват по-бедните слоеве на израелското общество-евреите и техните потомци пристигнали в Израел от африкански и азиатски страни. Привържениците на партията застъпват становището за продължаване на еврейската колонизация на Западния бряг на р. Йордан. Партията застъпва националконсервативни цености и се стреми да съхрани бъдещето на Израел като държава на евреите.